# 47 Dywizjon Artylerii Rakietowej
47 dywizjon artylerii rakietowej (47 dar) – pododdział artylerii rakietowej Wojska Polskiego.

## Formowanie i zmiany organizacyjne
Dywizjon został sformowany na podstawie Zarządzenia Szefa Sztabu Generalnego WP Nr 047/Org. z 21 maja 1970 roku. Wchodził w skład 8 Dywizji Zmechanizowanej. Stacjonował w Kołobrzegu.
W latach 1971–79 dowódcą dywizjonu był mjr/ppłk Franciszek Ambroży.
W 1990 roku utracił status jednostki wojskowej i został włączony w skład 4 Pułku Artylerii Mieszanej jako 3 dar - d-ca mjr Mirosław Błażkowski.

## Struktura organizacyjna
- Dowództwo i sztab
- pluton dowodzenia
- trzy baterie

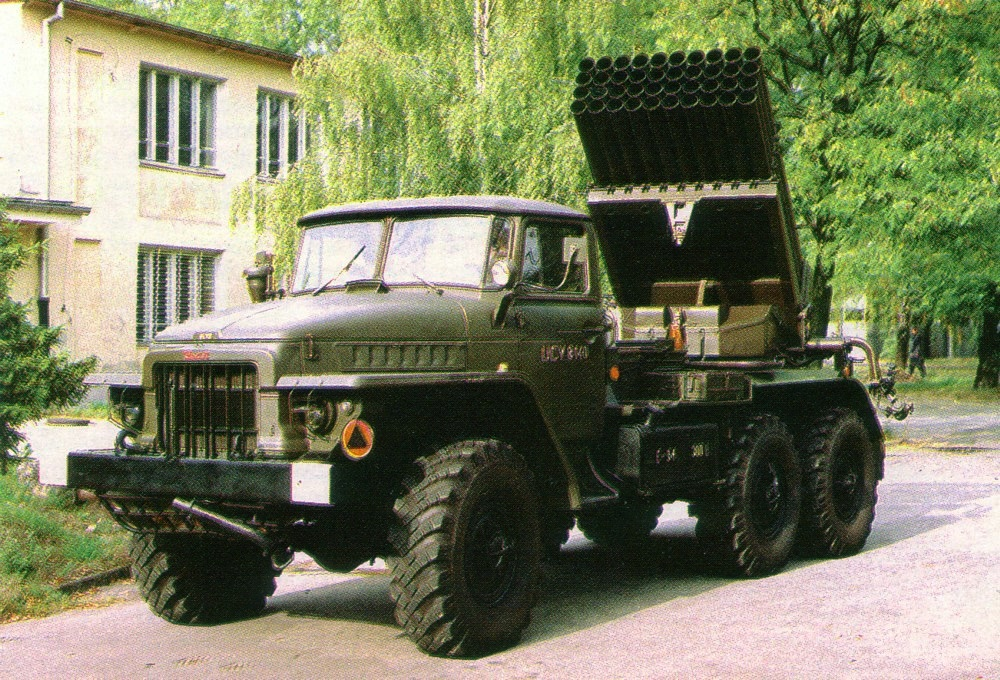
Wyrzutnia BM-21 w położeniu bojowym

  - dwa plutony ogniowe po dwie wyrzutnie
- pluton remontowy
- pluton zaopatrzenia
- pluton medyczny

Razem w 47 dar 12 szt. wyrzutni BM-21.